# Muotatal
 (août 2008).
Si vous disposez d'ouvrages ou d'articles de référence ou si vous connaissez des sites web de qualité traitant du thème abordé ici, merci de compléter l'article en donnant les références utiles à sa vérifiabilité et en les liant à la section « Notes et références ».
La Muotatal est une vallée de Suisse centrale.

## Géographie
Située au sud du canton de Schwytz et formée par la rivière Muota, elle se caractérise par des pentes raides sur ses deux flancs. En aval, elle se prolonge au sud-est par le Bisistal par lequel on peut rejoindre le col du Klausen par un sentier, le téléphérique du Glattalp y est situé. Trois vallées latérales se rejoignent au village éponyme de Muotathal sa plus grande localité. À l'est, une vallée mène au col du Pragel qui permet le passage vers le lac du Klöntal dans le canton de Glaris. Au sud-est se trouve le Hürital et à l'ouest le col Höchi (1 487 m) donne accès au Riemenstaldner Tal sur le bassin du lac des Quatre-Cantons.
Cette région calcaire abrite plusieurs cavités souterraines naturelles de grand développement : 
- Silberensystem (Schwyzerschacht)
- Hölloch

## Peuplement
Les habitants de la Muotatal sont souvent décrits comme un peuple de paysans[réf. nécessaire], même si de nos jours ce n'est plus nécessairement le cas. Certaines familles sont originaires de la vallée depuis des siècles, comme les Gwerder, Heinzer, Suter, Betschart, Schelbert, Föhn et Schmidig[réf. nécessaire].
La vallée est connue pour abriter d'anciennes traditions folkloriques, alpines ou helvétiques, notamment dans le domaine de la musique suisse.